# Meienreuss
Die Meienreuss ist ein 14,3 Kilometer langer linker Nebenfluss der Reuss. Sie fliesst durch das Meiental auf dem Gemeindegebiet von Wassen im Südwesten des Kantons Uri und entwässert ein Gebiet von 71,5 km².

## Geographie

### Verlauf

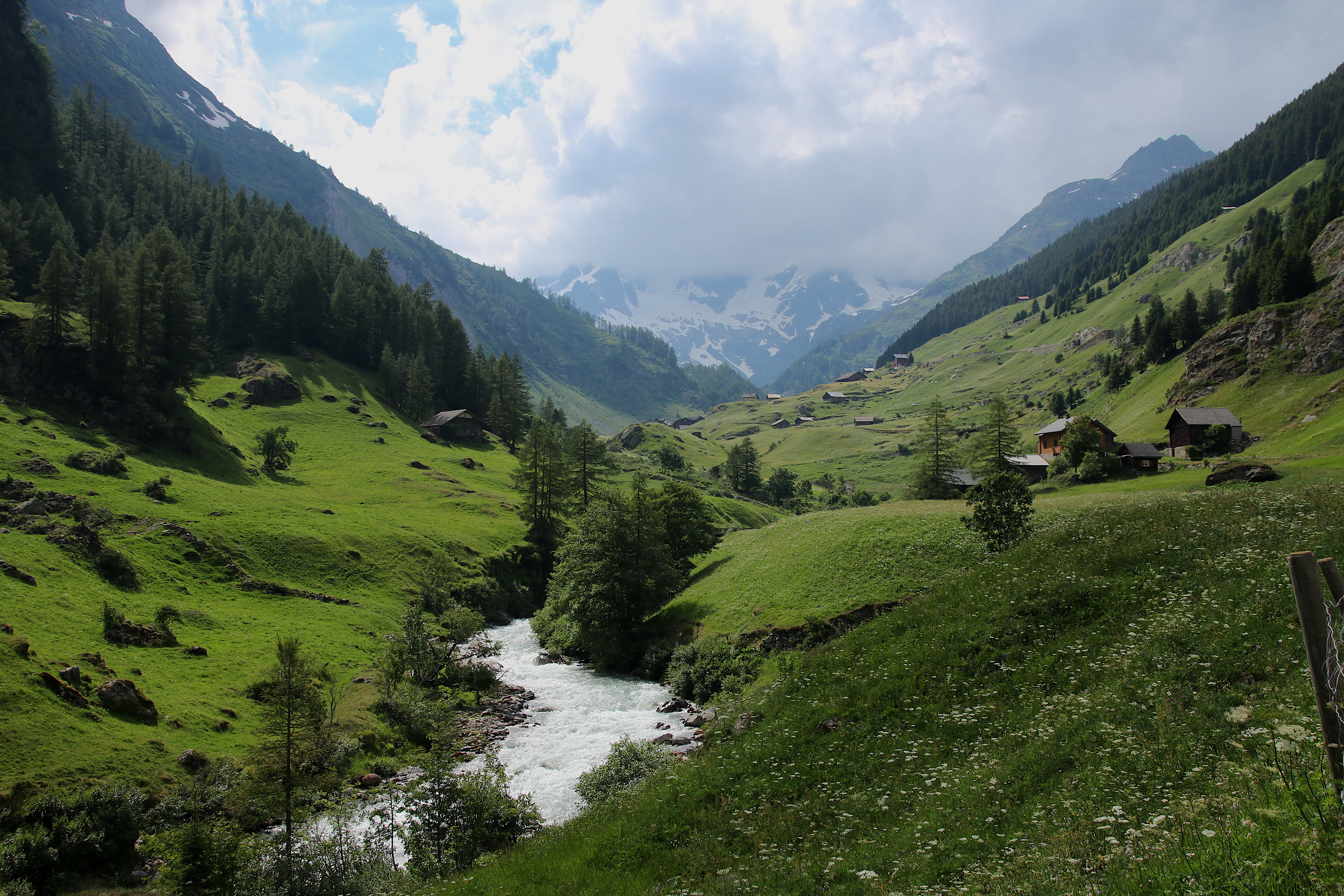
Meienreuss bei Fürlauwi (2018)

Die Meienreuss entsprang bis vor etwa zweihundert Jahren am damals noch breiten Chalchtalfirn nordöstlich des Vorderen Sustenhorns. Seitdem sich dieser Firn weit zurückgezogen hat, weist die Meienreuss zwei Quellen auf: die westliche liegt weiterhin am viel kleiner gewordenen Chalchtalfirn und die östliche 1,5 Kilometer davon entfernt am Tschingelfirn. Zwischen diesen führt der Bergweg über das Sustenjoch auf die südliche Seite der Gebirgskette.
Die Meienreuss fliesst zuerst in nord- bis nordwestlicher Richtung durch das Chalchtal, ehe sie nach etwa 2,5 Kilometern, unterhalb des Sustenpasses, auf der Guferalp nach Osten in das Meiental abdreht. Bei der Guferplatten mündet von links der Sustlibach in den Talfluss. Dieser fliesst über den Hinterfeldboden, nimmt bei der Hundsalp den Gorezmettlenbach auf, der aus der Chlialp kommt, und fliesst dann in südöstlicher Richtung. Er passiert die Weiler Färnigen, Fürlauwi und Meien und nimmt noch mehrere Seitenbäche auf. Unterhalb des Weilers Husen und bei der Fedenbrücke des alten Sustenwegs wird ein Teil des Wassers bei einer Wasserfassung gestaut und gemäss einer Wasserrechtskonzession von 1907 zum Pfaffensprung-Kraftwerk, einem Wasserkraftwerk der Schweizerischen Bundesbahnen, geleitet. Von Meien bis zur Wasserfassung ist das Befahren des Wildbachs mit Wildwasser-Kanus möglich.
2023 befasste sich der Kanton Uri mit dem Konzessionsgesuch der Centralschweizerischen Kraftwerke zur zusätzlichen Nutzung der Meienreuss in einem neuen Kleinkraftwerk der KW Meiental AG. Am 5. Juli 2023 wies der Urner Regierungsrat Einsprachen gegen das Konzessionsprojekt ab.
Nach der Fedenbrücke fliesst die Meienreuss auf dem letzten Abschnitt durch eine enge, steile Schlucht, die auf einer schwierigen Canyoning-Tour begangen werden kann. Auf der rechten Seite liegt auf einem Hügel die Meienschanze, ein geschütztes Kulturgut der Gemeinde Wassen. Die tiefe Schlucht wird von zwei Brücken der Gotthardstrecke und einer Brücke der Sustenstrasse (Hauptstrasse 11) überspannt. Nordöstlich von Wassen mündet der Fluss, nach einer weiteren Eisenbahnbrücke und einer Brücke der Gotthardstrasse (Hauptstrasse 2), auf 820 m von links in die Reuss.

### Einzugsgebiet
Das 71,5 km² grosse Einzugsgebiet der Meienreuss liegt in den Urner Alpen und wird durch sie über die Reuss, die Aare und den Rhein zur Nordsee entwässert.
Es besteht zu 16,0 % aus bestockter Fläche, zu 14,1 % aus Landwirtschaftsfläche, zu 0,7 % aus Siedlungsfläche und zu 69,2 % aus unproduktiven Flächen.
Die Flächenverteilung
Die mittlere Höhe des Einzugsgebietes beträgt 2177,5 m ü. M., die minimale Höhe liegt bei 846 m ü. M. und die maximale Höhe bei 3349 m ü. M.

### Zuflüsse

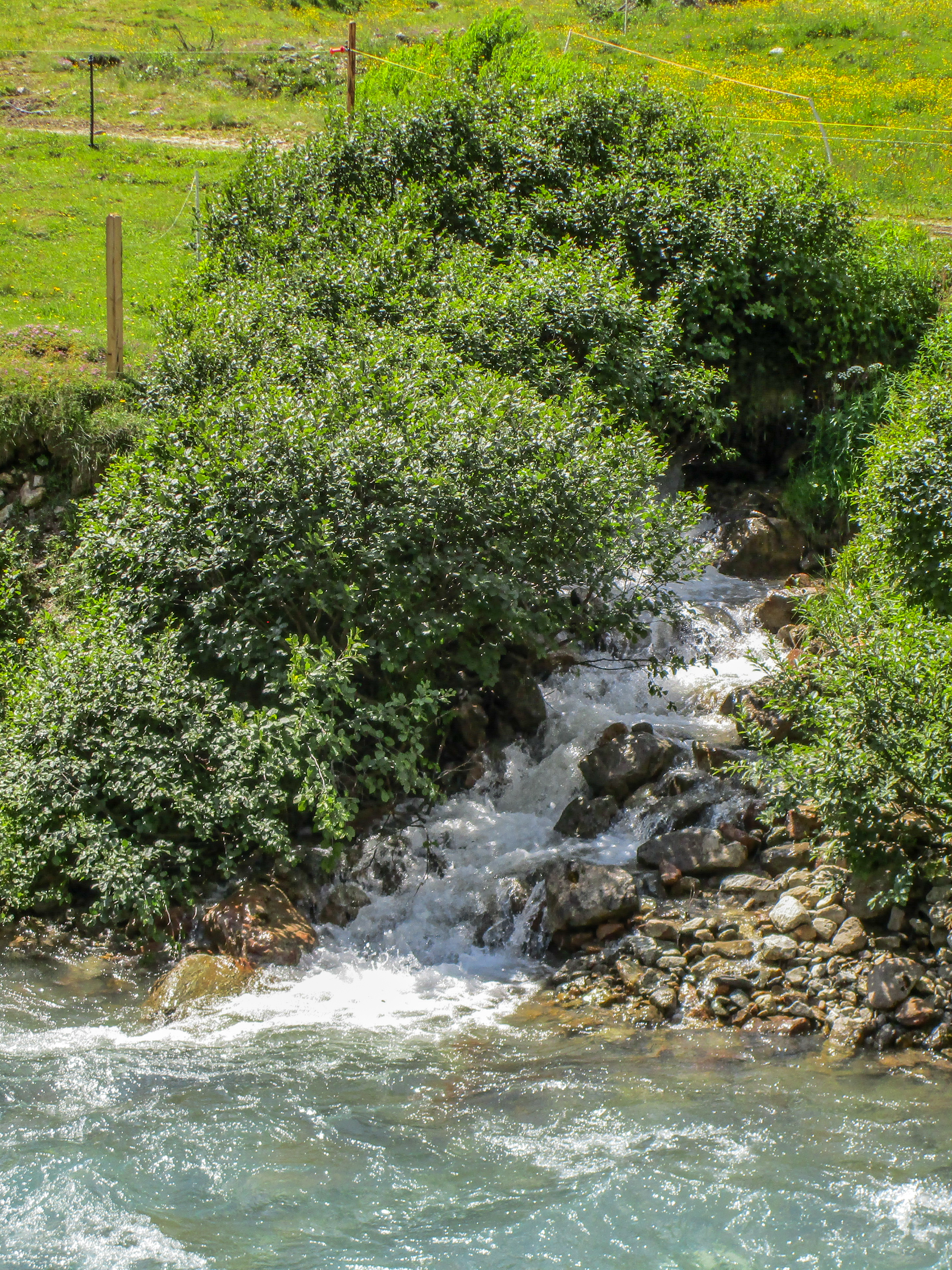
Mündung des Griessenbachs
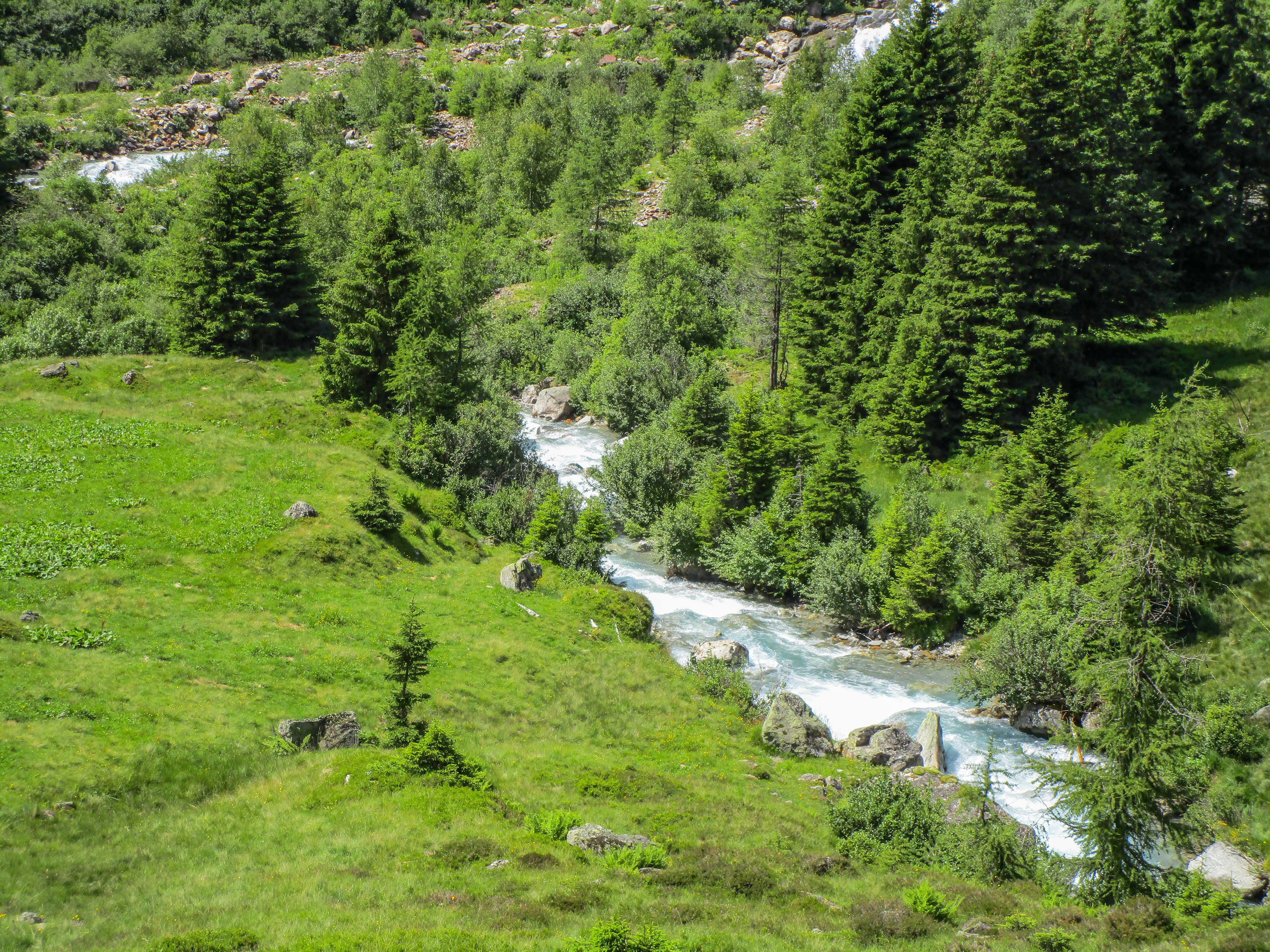
Der Gorezmettlenbach

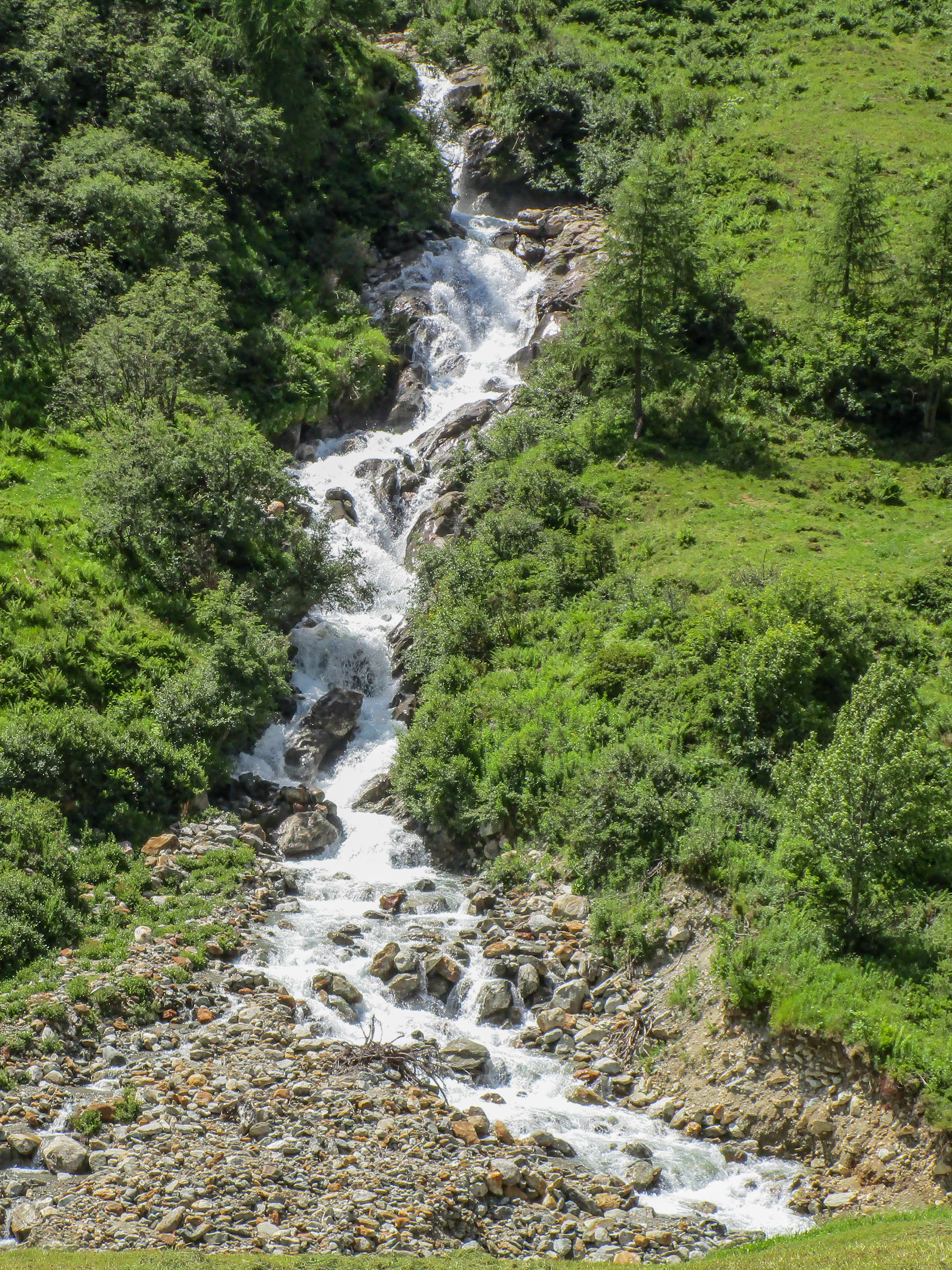
Der Schwarzbach
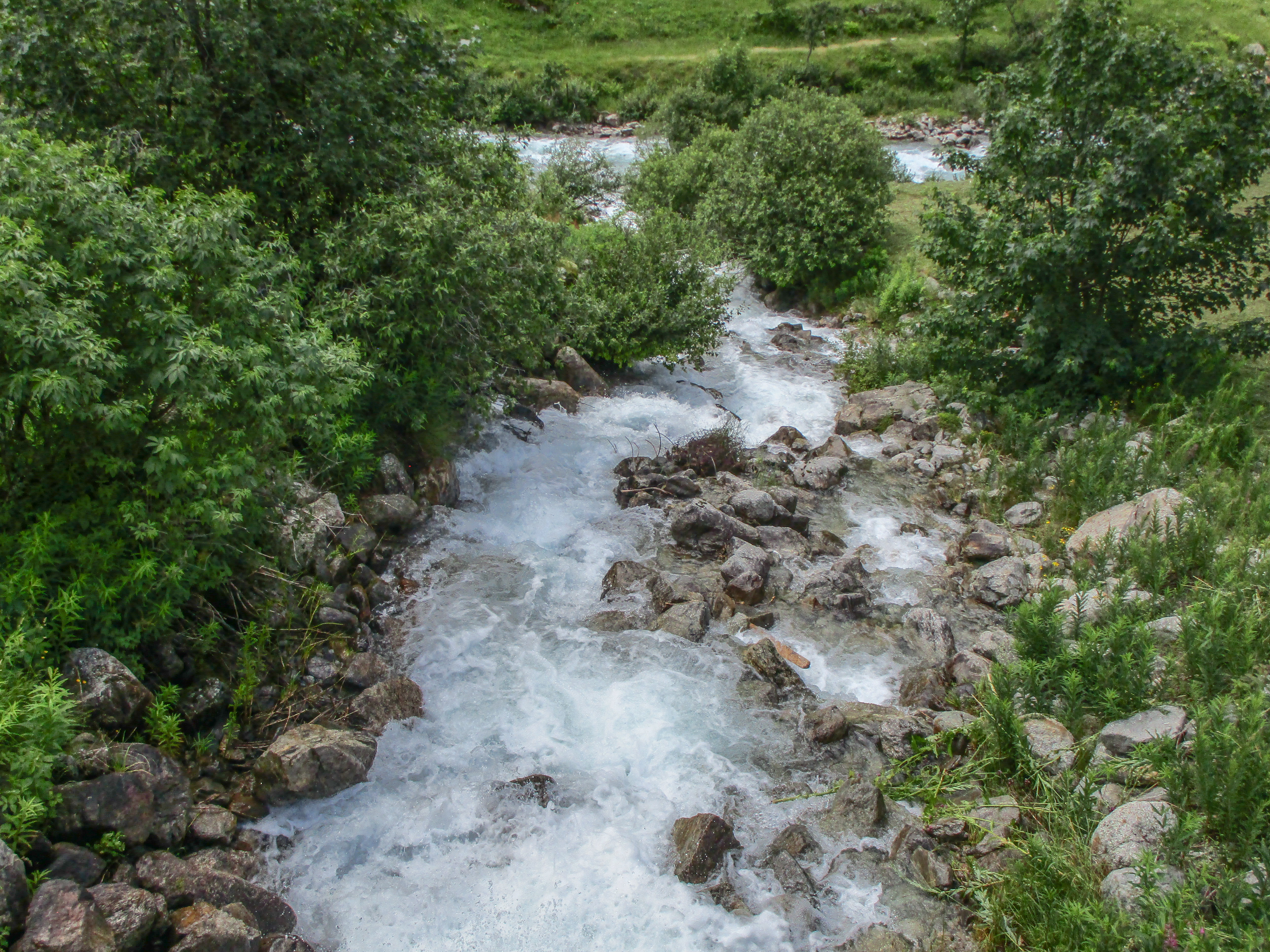
Mündung des Seebachs

- Chli Chelen (Bach) (links), 0,8 km
- Rässeggbach (links), 1,4 km, 1,52 km²
- Guferbach (links), 0,8 km
- Sustlibach (links), 2,4 km, 4,64 km², 0,28 m³/s
- Mälchtal(bach) (links), 0,3 km (mit Hinter Mälchtal(bach) 0,9 km), 0,99 km²
- Griessenbach (rechts), 1,5 km, 1,10 km²
- Gorezmettlenbach (links) 2,3 km (mit Rossbach 5,1 km), 12,46 km², 0,77 m³/s
- Gärtlibach (rechts), 0,9 km
- Schwarzbach (rechts), 1,8 km, 2,45 km²
- Firtigen (rechts), 2,0 km, 1,99 km²
- Obfluhbach (links), 0,4 km
- Seebach (links), 3,8 km, 3,73 km², 0,22 m³/s
- Vorderer Lehneggbach (links), 1,8 km, 1,56 km²
- Langtal(bach) (rechts), 1,2 km
- Feldbach (links), 1,2 km
- Egglital(bach) (links), 1,8 km, 0,95 km²
- Efelital(bach) (rechts), 0,6 km
- Bitzi (links), 0,3 km
- Schlierbach (links), 1,0 km
- Kartigelbach (rechts), 4,9 km, 9,00 km², 0,56 m³/s
- Meienbach (rechts), 1,5 km, 1,25 km²
- Arnibach (links), 2,0 km
- Lewerbach (links), 1,4 km
- Rohrtal(bach) (links), 1,1 km
- Lindental(bach) (links), 1,2 km
- Husertal(bach) (links), 1,5 km
- Wysslaui (rechts), 0,6 km
- Guggertal(bach) (links), 1,2 km
- Vorderst Laui (rechts), 0,7 km
- Gornerbächli (rechts), 0,5 km

## Hydrologie
Bei der Mündung der Meienreuss in die Reuss beträgt ihre modellierte mittlere Abflussmenge (MQ) 4,09 m³/s. Ihr Abflussregimetyp ist a-glacio-nival, und ihre Abflussvariabilität beträgt 13.

## Natur
Am Lauf der Meienreuss liegen zahlreiche wertvolle Naturlandschaften. Zwischen der Guferalp und Färnigen erstrecken sich über den Talboden neben dem Fluss grosse Flachmoore. Am Gorezmettlenbach ist auf der Talsohle der geschützte Bereich «Altboden» ein Auengebiet von nationaler Bedeutung. Die Meienreuss, der letzte grosse Wildbach des Kantons Uri, gilt mit ihrer natürlichen Flusslandschaft als eine «Gewässerperle».

Vier Brücken über die Meienreuss (um 1890)

## Brücken
Neben den fünf Brücken der Hauptverkehrswege wird die Meienreuss noch von 17 kleineren Brücken und Stegen überquert. Die letzte Brücke am Flusslauf ist die in den 1820er-Jahren gebaute Bogenbrücke der Gotthardstrasse, die man auch «Mühlenbrücke» nannte; der Strassenverkehr benützt heute die in den 1990er-Jahren daneben gebaute moderne Meienreussbrücke. Denn am 25. August 1987 zerstörte ein extremes Hochwasser der Reuss, dem unter anderem auch die Häderlisbrücke bei Göschenen zum Opfer fiel und das zudem das Fundament eines Brückenpfeilers des Autobahnviadukts Wassen beschädigte, einen Teil der alten Brücke über die Meienreuss. Erst im Jahr 1988 war für die Gotthardstrasse eine provisorische Umfahrung der Mündung der Meienreuss gebaut, und 1992 entstand die neue Meienreussbrücke der Kantonsstrasse.
Während der historische Sustenweg den Fluss im Meiental dreimal überschreitet, liegt die moderne Sustenstrasse im Tal stets auf der nördlichen Seite der Meienreuss und überquert diese nur einmal bei Wassen auf der 1938 bis 1939 gebauten Meienreussbrücke, einem auf der Höhe von 952 m kühn zwischen hohen Felswänden eingespannten Bauwerk, das auf beiden Seiten direkt an Kurventunnel anschliesst.
Die Gotthardbahn führt bei Wassen wegen der Längenentwicklung durch Kehrtunnel dreimal über den Nebenfluss: Oberhalb der Mündung in die Reuss liegt auf 865 m die Untere Meienreussbrücke, nördlich der Ortschaft Wassen die Mittlere Meienreussbrücke (945 m) und im Gebiet Hirmi die Obere Meienreussbrücke (993 m).